# 중랑구의 행정 구역
중랑구의 행정 구역은 16개 행정동으로 관리되며, 면적은 18.51km2이다. 중랑구의 인구는 2012년 6월 1일을 기준으로 174,578 세대, 421,697명이다.

## 행정 구역

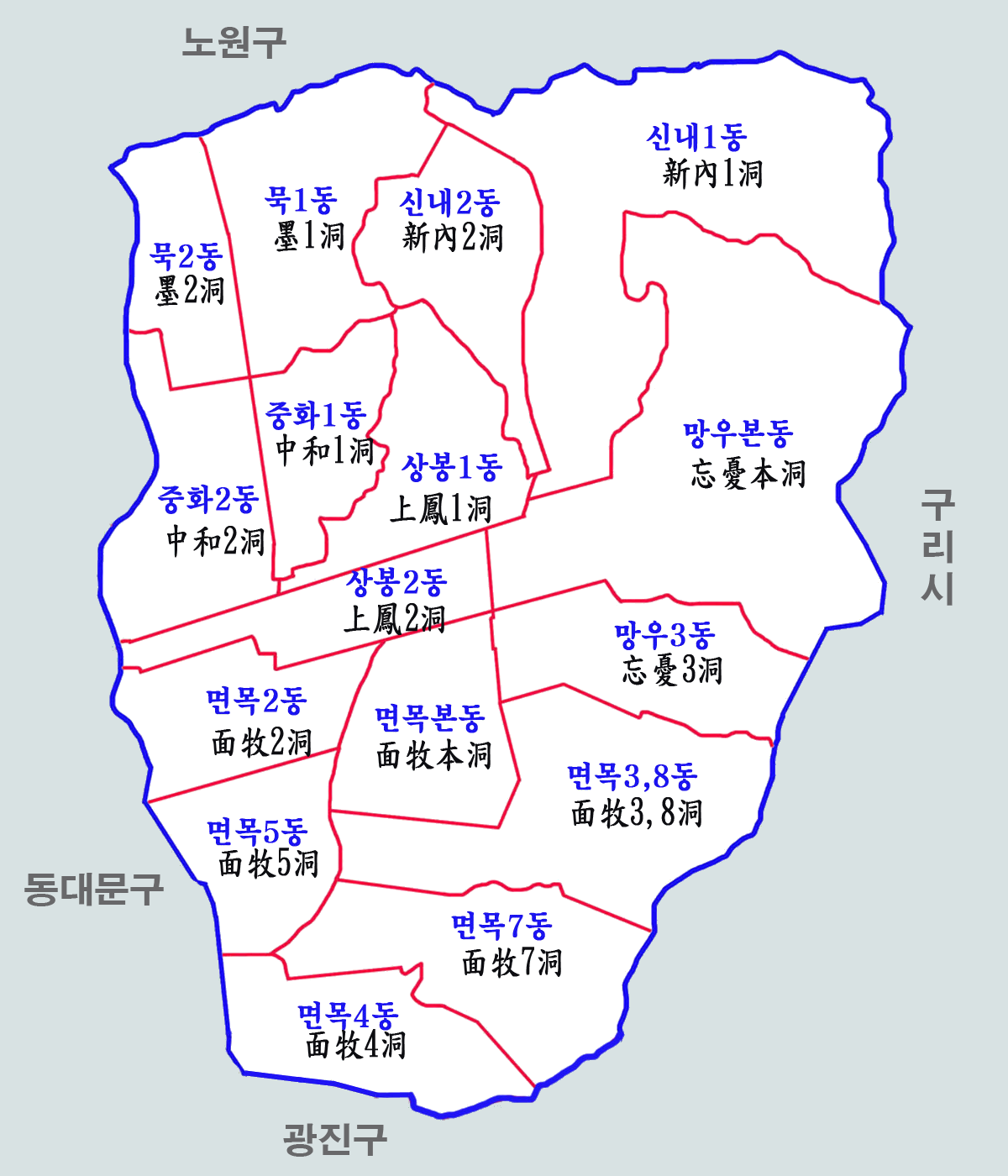
중랑구의 행정동

| 행정동      | 법정동 | 한자   | 면적  | 인구    | 세대    |
| ----------- | ------ | ------ | ----- | ------- | ------- |
| 면목제2동   | 면목동 | 面牧洞 | 1.01  | 28,133  | 12,070  |
| 면목제4동   | 면목동 | 面牧洞 | 0.73  | 22,711  | 9,935   |
| 면목제5동   | 면목동 | 面牧洞 | 1.67  | 14,332  | 6,143   |
| 면목본동    | 면목동 | 面牧洞 | 1.11  | 36,765  | 16,280  |
| 면목제7동   | 면목동 | 面牧洞 | 0.64  | 25,966  | 10,773  |
| 면목제3·8동 | 면목동 | 面牧洞 | 0.87  | 29,685  | 12,786  |
| 상봉제1동   | 상봉동 | 上鳳洞 | 0.85  | 25,745  | 9,299   |
| 상봉제2동   | 상봉동 | 上鳳洞 | 0.68  | 18,747  | 9,264   |
| 중화제1동   | 중화동 | 中和洞 | 0.68  | 21,615  | 8,340   |
| 중화제2동   | 중화동 | 中和洞 | 0.98  | 30,867  | 14,536  |
| 묵제1동     | 묵동   | 墨洞   | 1.2   | 35,853  | 13,616  |
| 묵제2동     | 묵동   | 墨洞   | 0.7   | 20,062  | 8,403   |
| 망우본동    | 망우동 | 忘憂洞 | 2.88  | 34,283  | 14,506  |
| 망우제3동   | 망우동 | 忘憂洞 | 0.99  | 19,314  | 8,335   |
| 신내1동     | 신내동 | 新內洞 | 2.53  | 32,300  | 11,009  |
| 신내2동     | 신내동 | 新內洞 | 0.99  | 25,319  | 9,283   |
| 중랑구      | 중랑구 | 中浪區 | 18.51 | 421,697 | 174,578 |

## 개요

중랑구의 법정동

| 행정동      | 법정동 | 설명 |
| ----------- | ------ | --- |
| 면목본동    | 면목동 | 1914년 4월 1일 경기도 고양군 뚝도면 면목리로 개편되었다. 1963년 1월 1일 동대문구로 편입되었고, 1988년 1월 1일 새로 설치된 중랑구 소속이 되었다. |
| 면목제2동   | 면목동 | 1914년 4월 1일 경기도 고양군 뚝도면 면목리로 개편되었다. 1963년 1월 1일 동대문구로 편입되었고, 1988년 1월 1일 새로 설치된 중랑구 소속이 되었다. |
| 면목제3·8동 | 면목동 | 1914년 4월 1일 경기도 고양군 뚝도면 면목리로 개편되었다. 1963년 1월 1일 동대문구로 편입되었고, 1988년 1월 1일 새로 설치된 중랑구 소속이 되었다. |
| 면목제4동   | 면목동 | 1914년 4월 1일 경기도 고양군 뚝도면 면목리로 개편되었다. 1963년 1월 1일 동대문구로 편입되었고, 1988년 1월 1일 새로 설치된 중랑구 소속이 되었다. |
| 면목제5동   | 면목동 | 1914년 4월 1일 경기도 고양군 뚝도면 면목리로 개편되었다. 1963년 1월 1일 동대문구로 편입되었고, 1988년 1월 1일 새로 설치된 중랑구 소속이 되었다. |
| 면목제7동   | 면목동 | 1914년 4월 1일 경기도 고양군 뚝도면 면목리로 개편되었다. 1963년 1월 1일 동대문구로 편입되었고, 1988년 1월 1일 새로 설치된 중랑구 소속이 되었다. |
| 상봉제1동   | 상봉동 | 1914년 4월 1일 경기도 양주군 구리면 상봉리로 개편되었다. 1963년 1월 1일 동대문구로 편입되었고, 1988년 1월 1일 새로 설치된 중랑구 소속이 되었다. |
| 상봉제2동   | 상봉동 | 1914년 4월 1일 경기도 양주군 구리면 상봉리로 개편되었다. 1963년 1월 1일 동대문구로 편입되었고, 1988년 1월 1일 새로 설치된 중랑구 소속이 되었다. |
| 중화제1동   | 중화동 | 1914년 4월 1일 경기도 양주군 구리면 중하리로 개편되었다. 1963년 1월 1일 동대문구로 편입되었고, 1988년 1월 1일 새로 설치된 중랑구 소속이 되었다. |
| 중화제2동   | 중화동 | 1914년 4월 1일 경기도 양주군 구리면 중하리로 개편되었다. 1963년 1월 1일 동대문구로 편입되었고, 1988년 1월 1일 새로 설치된 중랑구 소속이 되었다. |
| 묵제1동     | 묵동   | 1914년 4월 1일 경기도 양주군 구리면 묵동리로 개편되었다. 1963년 1월 1일 동대문구로 편입되었고, 1988년 1월 1일 새로 설치된 중랑구 소속이 되었다. |
| 묵제2동     | 묵동   | 1914년 4월 1일 경기도 양주군 구리면 묵동리로 개편되었다. 1963년 1월 1일 동대문구로 편입되었고, 1988년 1월 1일 새로 설치된 중랑구 소속이 되었다. |
| 망우본동    | 망우동 | 1914년 4월 1일 경기도 양주군 구리면 망우리로 개편되었다. 1963년 1월 1일 동대문구로 편입되었고, 1988년 1월 1일 새로 설치된 중랑구 소속이 되었다. |
| 망우제3동   | 망우동 | 1914년 4월 1일 경기도 양주군 구리면 망우리로 개편되었다. 1963년 1월 1일 동대문구로 편입되었고, 1988년 1월 1일 새로 설치된 중랑구 소속이 되었다. |
| 신내1동     | 신내동 | 1914년 4월 1일 경기도 양주군 구리면 신내리로 개편되었다. 1963년 1월 1일 동대문구로 편입되었고, 1988년 1월 1일 새로 설치된 중랑구 소속이 되었다. |
| 신내2동     | 신내동 | 1914년 4월 1일 경기도 양주군 구리면 신내리로 개편되었다. 1963년 1월 1일 동대문구로 편입되었고, 1988년 1월 1일 새로 설치된 중랑구 소속이 되었다. |